# Niger-Congotalen

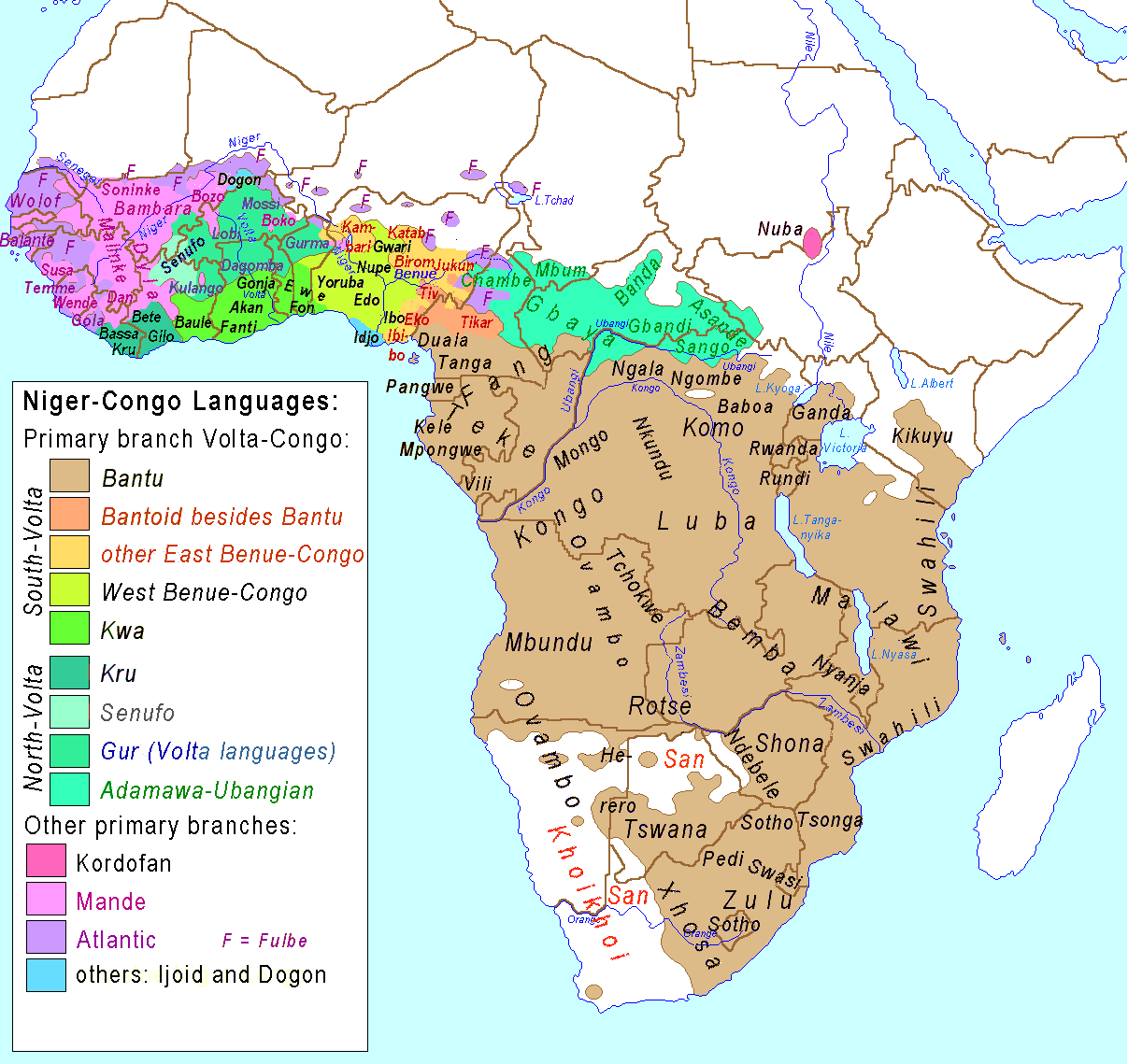
Verspreiding en indeling van de Niger-Congotalen in Afrika.

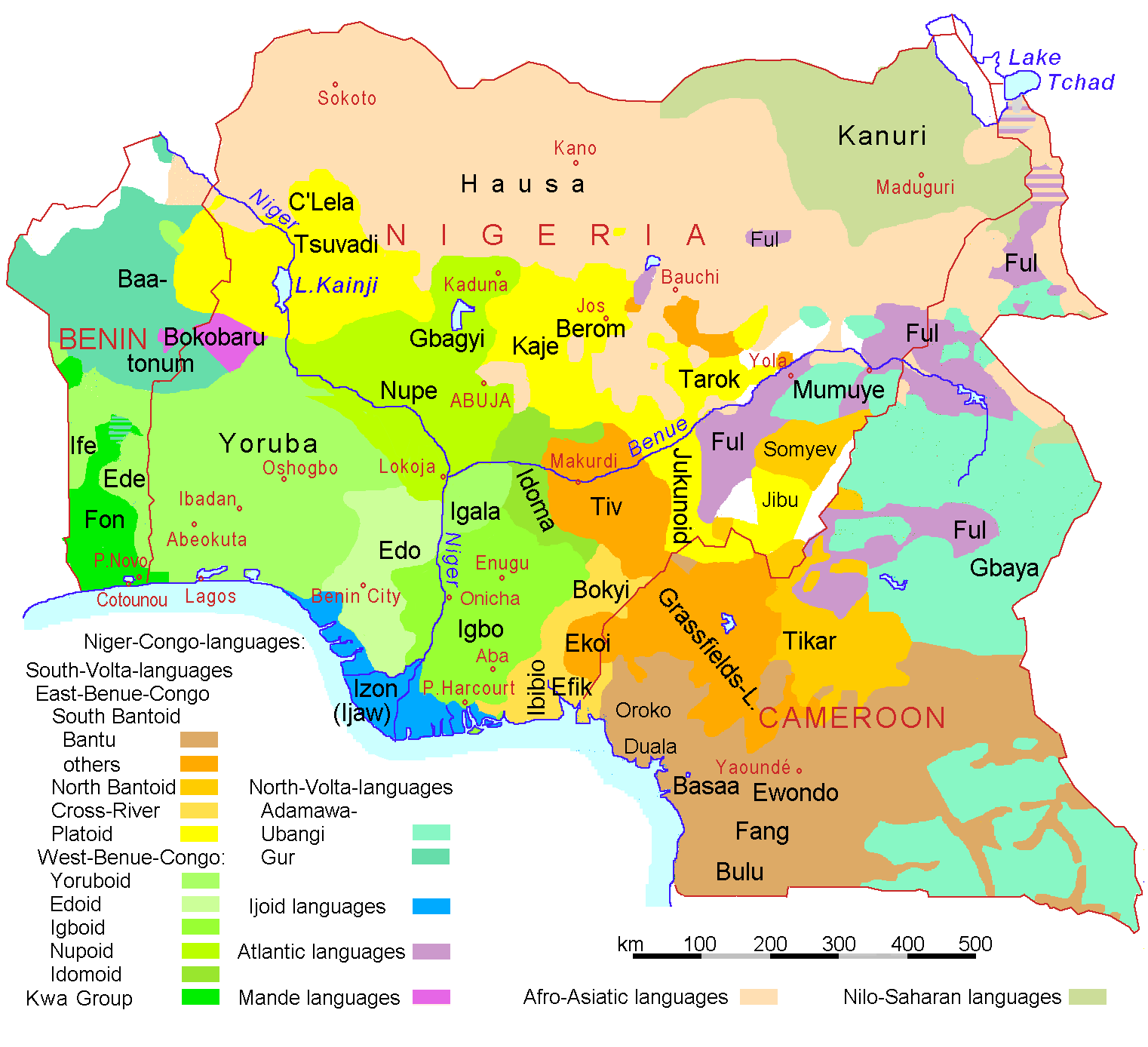
Niger-Congo- (bruin, oranje, geel en groen) en ander talen in Kameroen, Nigeria en Benin

De Niger-Congo-taalfamilie is de grootste taalfamilie van Afrika. De talen worden gesproken in bijna heel Afrika bezuiden de Sahara.

## Indeling
De talen worden ingedeeld in drie subfamilies:
- De Kordofaanse talen, deze omvatten zo'n dertig talen die onder andere door enige volkeren in het Noeba-gebergte in de omgeving van Kordofan in Soedan gesproken worden, zoals Koalib en Katla.
- De Mandétalen, die worden gesproken in enkele West-Afrikaanse landen, zoals Gambia, Senegal en Guinee-Bissau. Mandinka en Bambara zijn de bekendste talen van de meer dan zestig Mandétalen.
- De met voorsprong grootste subfamilie is die van de Atlantische Congotalen, deze worden gesproken van Senegal tot Kenia en vandaar zuidelijk tot de Kaap. De subfamilie kent meer dan duizend talen en bestaat uit een groot aantal takken, waaronder de:
  - West-Atlantische talen
  - Ijoidtalen
  - Volta-Congotalen
    - Benue-Congotalen - Deze groep wordt weer onderverdeeld in een groot aantal groepen en subgroepen:

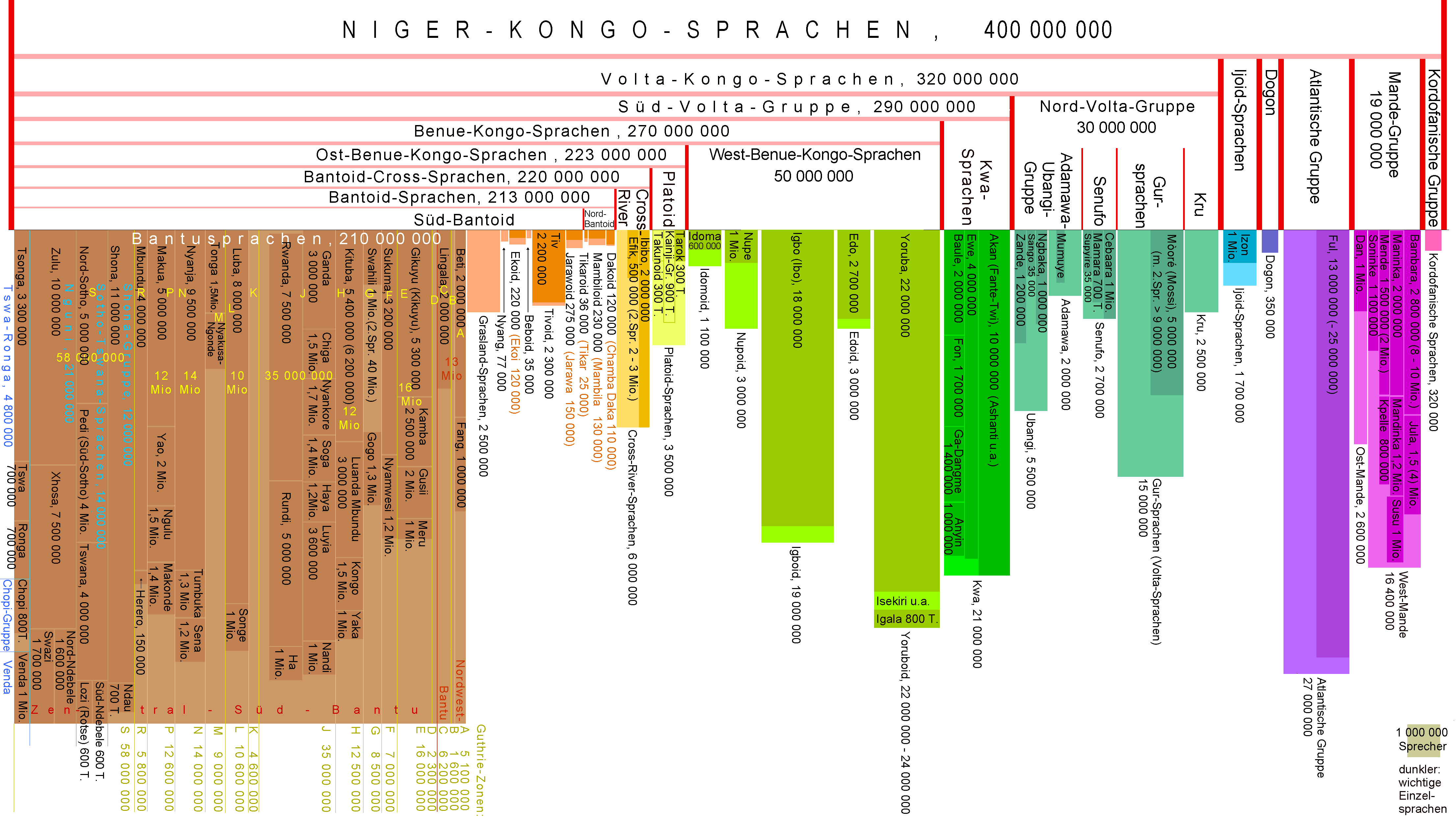

      - West-Benue-Congotalen
      - Bantoetalen
        - Swahili
        - Kikerewe
        - Luganda
        - Ngunitalen
          - Xhosa
          - Zoeloe
          - Swazi
          - Noord-Ndebele
          - Zuid-Ndebele

        - Oshiwambo-talen
          - Kwambi
          - Kwanyama
          - Ndonga

        - Sotho-Tswanatalen
          - het Noord-Sotho
          - het Zuid-Sotho
          - het Tswana
          - het Lozi

        - het Venda

      - Yorubatalen
        - het Yoruba

      - Igbotalen
        - het Igbo

  - Noord-Volta-Kongotalen
    - Gurtalen en Adamawa-Ubangitalen
    - Krutalen
    - Kwatalen
    - Dogontalen
    - Woloftalen

(bovenstaande lijst is incompleet)